# Myrrha
Myrrha  (лат.) — род божьих коровок из подсемейства Coccinellinae.

## Описание
Передний край среднегруди без выемки посередине. Усики тонкие, длинные. Бедренная линия у заднего края стернита согнута под углом и раздвоена.

## Систематика
В составе рода:
- Myrrha octodecimguttata (Linnaeus, 1758)
- Myrrha thuriferae (Sicard, 1923)